# Frontière entre l'Autriche et le Liechtenstein
La frontière entre l'Autriche et le Liechtenstein, séparant ces deux États alpins enclavés au cœur de l'Europe centrale, a pris forme en 1434, date à laquelle les comtés de Vaduz et de Schellenberg furent réunis, formant le territoire actuel de la principauté du Liechtenstein. La frontière devint internationale en 1806 quand la principauté devint un État souverain. Depuis l'entrée de l'Autriche au sein de l'Union européenne en 1995, elle constitue la frontière entre la principauté liechtensteinoise et l'Union.

## Description

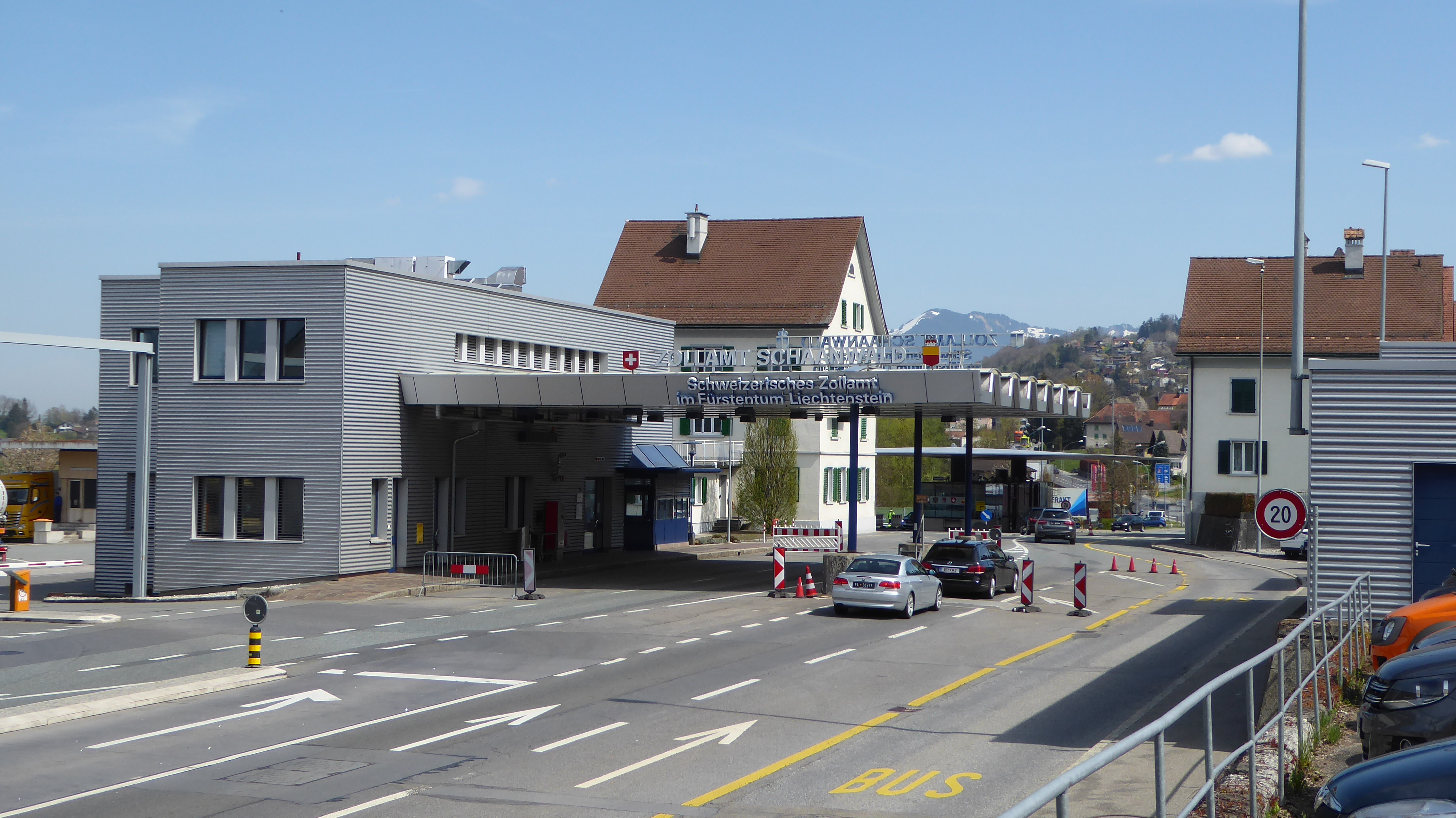
Contrôle au poste des douanes suisses de Schaanwald à la frontière entre l'Autriche et le Liechtenstein.

Cette ligne de démarcation s’étend sur toute la partie orientale du Liechtenstein, elle débute au sud dans une zone de haute montagne dans le massif du Rätikon à la jonction de la frontière entre l'Autriche et la Suisse et de la frontière entre le Liechtenstein et la Suisse elle prend ensuite une direction Nord, coupe la vallée de la Samina et rejoint finalement au nord la vallée du Rhin où se trouve un second tripoint Autriche-Suisse-Liechtenstein. Le franchissement de la frontière par voie routière ne s'effectue qu'au nord, le sud très accidenté n'étant traversé que par des sentiers de haute montagne.

## Contrôle aux frontières

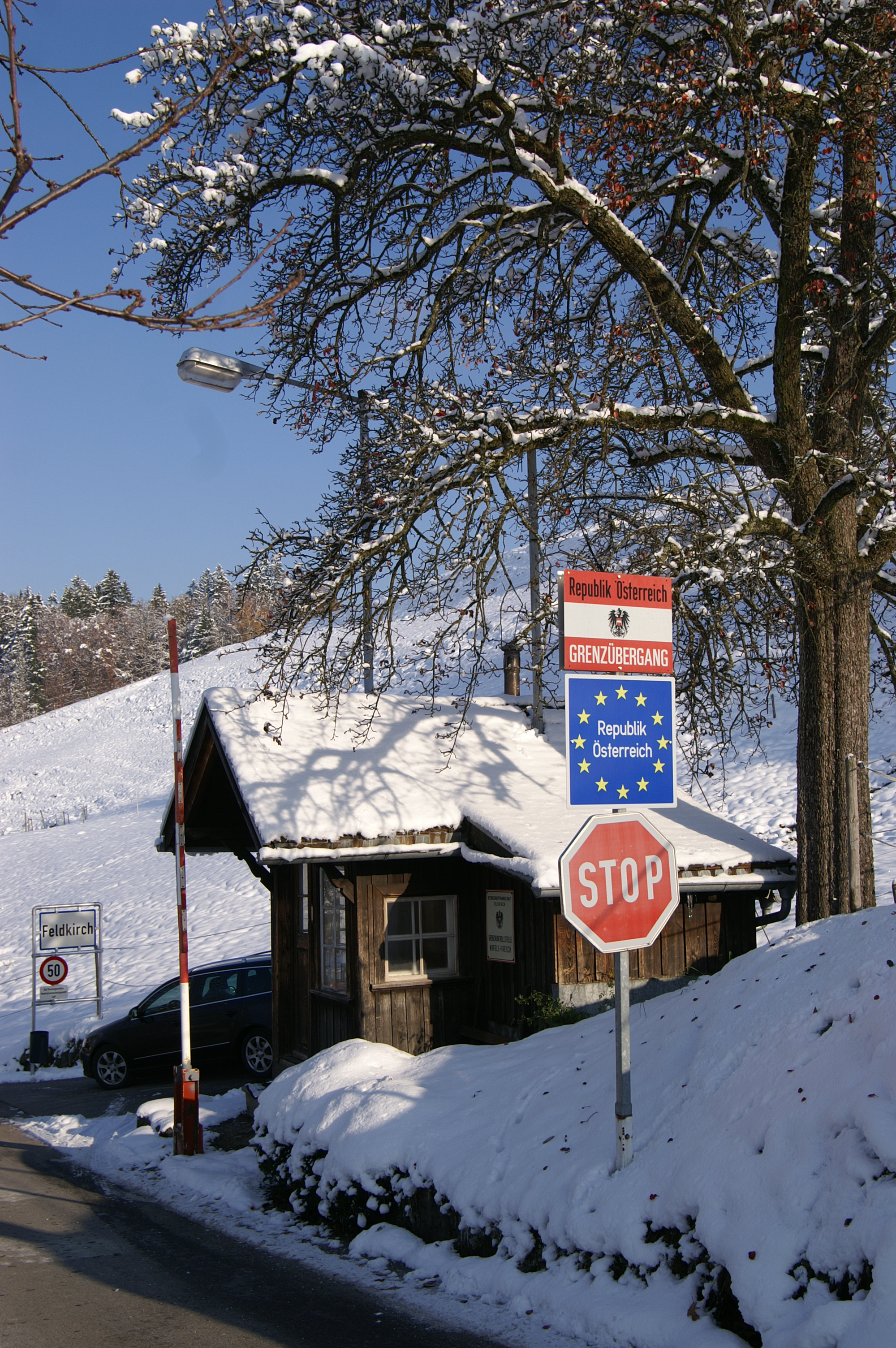
Panneau signalant l'entrée en Autriche depuis le territoire Liechtensteinois.

Le Liechtenstein ayant intégré l’espace douanier de la Suisse en 1923, le contrôle des frontières est effectué par les douanes suisses qui ont donc en charge la surveillance de cette frontière. Celle-ci est donc une porte d'entrée dans l'Union européenne dont la Suisse et le Liechtenstein ne font pas partie. Le Liechtenstein a intégré l'espace Schengen le 19 décembre 2011, la Suisse l'a fait en 2008.

## Municipalités frontalières et passages routiers
| Liechtenstein              | Liechtenstein | Liechtenstein     |                          | Autriche  | Autriche  | Autriche  | Autriche   |
| Circonscription électorale | Commune       | Frontière         |                          | Frontière | Commune   | District  | Land       |
| -------------------------- | ------------- | ----------------- | ------------------------ | --------- | --------- | --------- | ---------- |
| Suisse                     |               |                   |                          |           |           |           |            |
| Unterland                  | Ruggell       |                   |                          |           | Feldkirch | Feldkirch | Vorarlberg |
| Unterland                  | Schellenberg  | Noflerstrasse     | Sebastian-Kneipp-Strasse |           | Feldkirch | Feldkirch | Vorarlberg |
| Unterland                  | Mauren        | Vorarlbergstrasse | Liechteensteiner Strasse |           | Feldkirch | Feldkirch | Vorarlberg |
| Unterland                  | Mauren        | Vorarlbergstrasse | Liechteensteiner Strasse | A l p e s | Feldkirch | Feldkirch | Vorarlberg |
| Unterland                  | Mauren        | Frastanz          |                          |           |           | Feldkirch | Vorarlberg |
| Unterland                  | Eschen        |                   |                          |           |           | Feldkirch | Vorarlberg |
| Oberland                   | Planken       |                   |                          |           |           | Feldkirch | Vorarlberg |
| Oberland                   | Schaan        |                   |                          |           |           | Feldkirch | Vorarlberg |
| Oberland                   | Planken       |                   |                          |           |           | Feldkirch | Vorarlberg |
| Oberland                   | Balzers       |                   |                          |           |           | Feldkirch | Vorarlberg |
| Oberland                   |               | Nenzing           | Bludenz                  |           |           |           | Vorarlberg |
| Oberland                   | Schaan        | Nenzing           | Bludenz                  |           |           |           | Vorarlberg |
| Oberland                   | Triesenberg   | Nenzing           | Bludenz                  |           |           |           | Vorarlberg |
| Oberland                   | Schaan        | Nenzing           | Bludenz                  |           |           |           | Vorarlberg |
| Suisse                     |               |                   |                          |           |           |           |            |